# ロミナ・ポデローサ
『ロミナ・ポデローサ』（スペイン語: Romina poderosa）は、コロンビアのテレノベラ。カラコル・テレビシオンで2023年5月31日から9月11日まで放送された。主演はフアニータ・モリーナ、フアン・マヌエル・ギレラとダヴィド・パラシオ。

## 登場人物

### 主要キャラクター
ロミナ・パエス・ゴメス「ロミナ・ポデローサ」/ ラウラ・ベレス・ガリンド
演 - フアニータ・モリーナ
サンティアゴ・モヤ・マルコス
演 - フアン・マヌエル・ギレラ
クリストバル・ルイス・サンタナ「カリドソ」
演 - ダヴィド・パラシオ
バージニア・ガリンド・デ・ベレス「エル・ドン」 / バージニア・シニステラ・ガリンド
演 - ザリック・レオン
マーロン・ミシガン・チティバ・コスクエズ
演 - アレハンドロ・ブイトラゴ
ダグラス・レオナルド「レオ」チティバ・コスクエス
演 - ケビン・バリー